# 克拉伦斯·斯坦因
克拉伦斯·塞缪尔·斯坦因（英語：Clarence Samuel Stein，1882年6月19日—1975年2月7日），是美国的建筑学家和城市规划专家、作家，田园城市理论的倡导者。